# أنواع الصوم
أنواع الصوم بحسب الحكم: إما؛ واجب بمعنى: الصوم المفروض وهو: صوم شهر رمضان، من كل عام، والصوم الواجب، مثل: صوم النذر وصوم الكفارة، وصوم القضاء. وإما؛ مستحب، وهو: صوم التطوع، مثل: صوم عاشوراء، والتاسع من شهر المحرم، وصوم ثلاثة أيام من كل شهر، وصوم يومي الإثنين والخميس، وصوم يوم عرفة لغير الحاج، والصوم في شهر المحرم، وصوم النفل المطلق. وإما؛ منهي عنه.

## أنواع الصوم
أنواع الصوم بمعنى: تنوع أقسام الصيام بحسب الحكم الشرعي. وغالب أنواع الصيام متفق على الحكم فيها، ووقع الخلاف في بعض الأنواع، ويرجع هذا إلى منهج الاستدلال المأخوذ به في علم أصول الفقه. والأحكام المتفق عليها خمسة، يستثنى منها في الصوم: المباح؛ لأن الصوم عبادة، فلا يوصف بالإباحة. وتنقسم أنواع الصوم عند الجمهور إلى أربعة أقسام: واجب، ومستحب، ومكروه، وحرام، وهناك أقسام أخرى عند الحنفية.

### الأقسام الأربعة
1. ما اقتضى الشرع فعله وهو قسمان:
  1. الصوم الواجب، بمعنى: (اللازم)، ويشمل: المفروض عينا على المكلف وهو: صوم شهر رمضان من كل عام، وصوم قضاء رمضان، والواجب كصوم النذر والكفاران.
  2. صوم التطوع وهو أنواع
2. الصوم المنهي عنه
  1. الصوم المكروه
  2. الصوم الحرام

### أقسام الصوم عند الحنفية
قال في كنز الدقائق: «وأقسامه فرض وواجب ومسنون ومندوب ونفل ومكروه تنزيها وتحريما.»
1. صوم شهر رمضان وقضاؤه والكفارات.
2. الواجب: الصوم المنذور
3. المسنون عاشوراء مع التاسع.
4. المندوب صوم ثلاثة من كل شهر ويندب فيها كونها الأيام البيض، وكل صوم ثبت بالسنة طلبه والوعد عليه كصوم داود عليه الصلاة والسلام وعلى سائر الأنبياء،
5. النفل ما سوى ذلك مما لم يثبت كراهته،
6. المكروه تنزيها عاشوراء مفردا عن التاسع، ونحو يوم المهرجان.
7. المكروه تحريما: أيام التشريق والعيدين كذا في فتح القدير، واستثنى في عمدة الفتاوى من كراهة صوم يوم النيروز والمهرجان أن يصوم يوما قبله فلا يكره كما في يوم الشك.

#### الترجيح عند الحنفية
1. الفرض: صوم شهر رمضان وقضاؤه والكفارات، والنذر المعين وغير المعين. قال في كنز الدقائق: «والأظهر أن يضم المنذور بقسميه إلى المفروض كما اختاره في البدائع والمجمع ورجحه في فتح القدير للإجماع على لزومه، وأن يجعل قسم الواجب صوم التطوع بعد الشروع فيه، وصوم قضائه عند الإفساد، وصوم الاعتكاف، كذا في البدائع أيضا.»
2. الواجب: صوم التطوع بعد الشروع فيه، وصوم قضائه عند الإفساد، وصوم الاعتكاف.
3. المستحب: كل صوم رغب فيه الشارع ﷺ بخصوصه.
4. المندوب: ما سواى المستحب، مما لم تثبت كراهيته. قال في كنز الدقائق: «وينبغي أن يكون كل صوم رغب فيه الشارع ﷺ بخصوصه يكون مستحبا، وما سواه يكون مندوبا مما لم تثبت كراهيته لا نفلا؛ لأن الشارع قد رغب في مطلق الصوم فترتب على فعله الثواب بخلاف النفلية المقابلة للندبية فإن ظاهره يقتضي عدم الثواب فيه، وإلا فهو مندوب كما لا يخفى.»
5. حرام: الصوم في يومي العيد وأيام التشريق. قال في كنز الدقائق: «وبما ذكره المحقق اندفع ما في البدائع من قوله، وعندنا يكره الصوم في يومي العيد وأيام التشريق، والمستحب هو الإفطار فإنه يفيد أن الصوم فيها مكروه تنزيها، وليس بصحيح؛ لأن الإفطار واجب متحتم؛ ولهذا صرح في المجمع بحرمة الصوم فيها.»
6. المكروه:
  1. المكروه تنزيها عاشوراء مفردا عن التاسع، ونحو يوم المهرجان.
  2. المكروه تحريما: أيام التشريق والعيدين كذا في فتح القدير، واستثنى في عمدة الفتاوى من كراهة صوم يوم النيروز والمهرجان أن يصوم يوما قبله فلا يكره كما في يوم الشك. قال في كنز الدقائق: «ومن المكروه صوم يوم الشك على ما سنذكره إن شاء الله تعالى، ومنه صوم الوصال وقد فسره أبو يوسف ومحمد بصوم يومين لا فطر بينهما، ومنه صوم يوم عرفة للحاج إن أضعفه، ومنه صوم يوم السبت بانفراد للتشبه باليهود بخلاف صوم يوم الجمعة فإن صومه بانفراده مستحب عند العامة كالإثنين والخميس وكره الكل بعضهم، ومنه صوم الصمت بأن يمسك عن الطعام والكلام جميعا كذا في البدائع، ومنه أيضا صوم ستة من شوال عند أبي حنيفة متفرقا كان أو متتابعا وعن أبي يوسف كراهته متتابعا لا متفرقا لكن عامة المتأخرين لم يروا به بأسا.»[1]

#### أنواع الصيام اللازم فرضا
ذكر في كنز الدقائق: أن الصيامات اللازمة فرضا ثلاثة عشر: سبعة منها يجب فيها التتابع، وهي:
1. رمضان
2. كفارة القتل
3. كفارة الظهار
4. كفارة اليمين
5. كفارة الإفطار في رمضان
6. النذر المعين
7. صوم اليمين المعين.

- وستة لا يجب فيها التتابع، وهي:

1. قضاء رمضان
2. صوم المتعة
3. صوم كفارة الحلق
4. صوم جزاء الصيد
5. صوم النذر المطلق
6. صوم اليمين بأن قال: والله لأصومن شهرا ثم إذا أفطر يوما.
قال في كنز الدقائق فيما يجب فيه التتابع: «هل يلزمه الاستقبال أو لا فنقول: كل صوم يؤمر فيه بالتتابع لأجل الفعل، وهو الصوم يكون التتابع شرطا فيه وكل صوم يؤمر فيه بالتتابع لأجل أن الوقت مفوت ذلك يسقط التتابع، وإن بقي الفعل واجب القضاء فالأول كصوم كفارة القتل والظهار واليمين والإفطار، ويلحق به النذر المطلق إذا ذكر التتابع فيه أو نواه، والثاني كرمضان والنذر المعين واليمين بصوم يوم معين كذا ذكره صاحب البدائع والإسبيجابي مختصرا»[1]

## الصوم المنهي عنه
الصوم المنهي عنه ما اقتضى الشرع تركه، أو: ما يشرع تركه.

### صوم يومي العيد
«عن أبي عبيد مولى ابن أزهر أنه قال شهدت العيد مع عمر بن الخطاب رضي الله عنه فجاء فصلى ثم انصرف فخطب الناس فقال إن هذين يومان نهى رسول الله ﷺ عن صيامهما يوم فطركم من صيامكم والآخر يوم تأكلون فيه من نسككم.»
«عن عمر بن الخطاب، وأبي هريرة، وأبي سعيد رضي الله عنهم أن رسول الله ﷺ  نهى عن صوم يوم الفطر ويوم الأضحى.» قال النووي: «وقد أجمع العلماء على تحريم صوم هذين اليومين بكل حال، سواء صامهما عن نذر أو تطوع أو كفارة أو غير ذلك. ولو نذر صومهما متعمدا لعينهما، قال الشافعي والجمهور: لا ينعقد نذره ولا يلزمه قضاؤهما، وقال أبو حنيفة: ينعقد، ويلزمه قضاؤهما، قال: فإن صامهما أجزاه، وخالف الناس كلهم في ذلك.»

### النهي عن صوم الدهر
«عن سعيد بن المسيب وأبو سلمة بن عبد الرحمن أن عبد الله بن عمرو بن العاص قال أخبر رسول الله ﷺ أنه يقول لأقومن الليل ولأصومن النهار ما عشت فقال رسول الله صلى الله عليه وسلم: آنت الذي تقول ذلك فقلت له: قد قلته يا رسول الله فقال رسول الله صلى الله عليه وسلم: فإنك لا تستطيع ذلك فصم وأفطر ونم وقم وصم من الشهر ثلاثة أيام فإن الحسنة بعشر أمثالها وذلك مثل صيام الدهر قال قلت فإني أطيق أفضل من ذلك قال صم يوما وأفطر يومين قال قلت فإني أطيق أفضل من ذلك يا رسول الله قال صم يوما وأفطر يوما وذلك صيام داود عليه السلام وهو أعدل الصيام قال قلت فإني أطيق أفضل من ذلك قال رسول الله صلى الله عليه وسلم: لا أفضل من ذلك قال عبد الله بن عمرو رضي الله عنهما لأن أكون قبلت الثلاثة الأيام التي قال رسول الله صلى الله عليه أحب إلي من أهلي ومالي.»